# Afrolimnophila raoana
Afrolimnophila raoana is een tweevleugelige uit de familie steltmuggen (Limoniidae). De soort komt voor in het Oriëntaals gebied.